# التهاب السمحاق
التهاب السمحاق (بالإنجليزية: periostitis)‏ هو التهاب يحدث في النسيج المغلف للعظم.
يحدث هذا الالتهاب نتيجة الإصابة، وله علاقة بالورم الدموي (Hematoma)، الذي من شأنه أن يتلوث. يتلاشى الالتهاب خلال مدة قصيرة بالراحة والعلاج الدوائي. يرتبط الالتهاب المزمن عادةً بأمراض التهابية أخرى، وهو يسبب تكثف العظام، الذي يمكن رؤيته بالتصوير السيني.